# Michaił Kłajnerow
Michaił Kłajnerow (bułg. Михаил Клайнеров, ur. w 1904, zm. ?) – bułgarski kolarz. Reprezentant Bułgarii na Letnich Igrzyskach Olimpijskich 1924 w Paryżu. Na igrzyskach uczestniczył w wyścigu indywidualnym na czas, który ukończył na 57. miejscu.